# Changshu
Changshu (in cinese: 常熟, in pinyin: Chángshú) è una città-contea nella provincia cinese del Jiangsu, nella prefettura di Suzhou, di circa 1 milione di abitanti.